# Kanton Le Pays de Serres
Le Pays de Serres is een kanton van het Franse departement Lot-et-Garonne. Het kanton maakt deel uit van het arrondissement Agen.
Het kanton werd gevormd ingevolge het decreet van 26 februari 2014 met uitwerking op 22 maart 2015 met Penne-d'Agenais als hoofdplaats.
In 2018 telde het kanton 13.548 inwoners.

## Gemeenten
Het kanton omvat volgende gemeenten:
- Auradou
- Beauville
- Blaymont
- Cassignas
- Castella
- Cauzac
- La Croix-Blanche
- Dausse
- Dondas
- Engayrac
- Frespech
- Laroque-Timbaut
- Massels
- Massoulès
- Monbalen
- Penne-d'Agenais
- Saint-Martin-de-Beauville
- Saint-Maurin
- Saint-Robert
- Saint-Sylvestre-sur-Lot
- La Sauvetat-de-Savères
- Tayrac
- Trémons